# Kovačevići (Pljevlja)
Pour les articles homonymes, voir Kovačevići.
Kovačevići (en serbe cyrillique : Ковачевићи) est un village du nord du Monténégro, dans la municipalité de Pljevlja.

## Démographie

### Évolution historique de la population
| 1948 | 1953 | 1961 | 1971 | 1981 | 1991 | 2003 |
| ---- | ---- | ---- | ---- | ---- | ---- | ---- |
| 87   | 122  | 156  | 151  | 146  | 84   | 48   |